# Wuerhosaurus
Wuerhosaurus ("ještěr z oblasti Wuerho") byl rod tyreoforního dinosaura, který žil v období spodní křídy asi před 130 miliony let (a patří tak ke geologicky nejmladším známým stegosauridům).

## Objev a popis
Byl popsán roku 1973 čínským paleontologem Tung Č’-mingem, typový druh je W. homheni. V roce 1993 byl popsán další druh, W. ordosensis. Délka tohoto čtyřnohého býložravce je odhadována na 6 až 7 metrů, hmotnost asi na 4 tuny. Desky na hřbetě byly u tohoto rodu podstatně kratší a zaoblenější než u příbuzného rodu Stegosaurus ze svrchní jury Severní Ameriky.